# Нідароський собор
Нідароський собор (норв. Nidarosdomen) — лютеранський собор у Нідаросі (нині Тронгейм), історично найбільш значуща церква Норвегії, місце коронації норвезьких монархів.

## Історія
Зведення собору почали в 1070 році на місці поховання Олафа Святого, полеглого в битві при Стікластадіре (1030 рік). Будівництво було завершено близько 1300 році. Собор неодноразово потерпав від пожеж, в результаті чого кілька разів перебудовувався. Остання велика реставрація почалася в 1869 і офіційно завершилася лише 2001 року.
Собор виконаний у готичному та романському стилях. Його західний фасад оздоблений фігурами монархів, святих і зображеннями Ісуса Христа, а інтер'єр прикрашають вітражі, встановлені у XX столітті. У храмі також є два органи і мощі святого Ейстейна Ерленнссона. Сьогодні собор є популярною туристичною пам'яткою Тронгейма: щороку його відвідують більше 40 000 туристів з усього світу.
На початку XX століття реставраційними роботами в соборі займався відомий норвезький скульптор Ґустав Віґеланн.